# Патракеев, Денис
Денис Патракеев (род. 1987, г. Санкт-Петербург) — российский художник, работает в таких медиа как живопись, графика, видеоарт, инсталляция и скульптура.  В своем творчестве стремится к поэзии материала и формы. Классические техники сочетаются с природными материалами: деревом, камнем, металлом, водой. Они являются путеводными знаками, метафорами и образами мировоззрения. Для художника наиболее интересными представляются сфера духовного, минималистичный язык и гармония. 
Является автором образа высшей награды ГазпромНефть «Люди Прогресса» . Работы художника были показаны в России, Великобритании, Швеции, Германии, Австрии, Эстонии, Франции, Швейцарии, Бельгии, Индии. Номинант премии в области современного искусства имени Сергея Курёхина (2016, 2018). Работы находятся в коллекциях Государственного Русского музея, Музея современного искусства Эрарта, Центра современного искусства им. Сергея Курёхина и Музея AZ.  
Живет и работает в Ленинградской области.

## Образование
2009 — РГПУ им. Герцена. Факультет изобразительного искусства.

## Персональные выставки
2025 — Над водой, Галерея Anna Nova, Санкт-Петербург, Россия  
2019 — Третья сторона медали, Молодёжный центр Эрмитажа, Санкт-Петербург, Россия 
2019 — The third side of coin, Shtager Gallery, Лондон, Великобритания
2018 — Целение / Soteria, Музей современного искусства ART4, Москва, Россия 
2017 — Мира Течение, Галерея Anna Nova, Санкт-Петербург, Россия
2016 — Метанойя, Luda Gallery, Стокгольм, Швеция
2015 — День Первый, Cтудия «Непокоренные», Санкт-Петербург, Россия
2014 — Горчичное зерно, Галерея Anna Nova, Санкт-Петербург, Россия
2014 — Шеба, Bobby Gallery, Санкт-Петербург, Россия
2014 — 361 degrees / 2, Музей современного искусства Эрарта, Санкт-Петербург, Россия 
2013 — Реконструктор, Галерея Anna Nova, Санкт-Петербург, Россия
2012 — 361 degrees, Erarta Gallery, Лондон, Великобритания
2011 — Проекция, Студия «Непокоренные», Санкт-Петербург, Россия
2011 — Земля игр, Государственный центр современного искусства, Санкт-Петербург, Россия

## Избранные групповые выставки
2024 — Открытое хранение, Галерея Anna Nova, Санкт-Петербург, Россия
2024 — Весть, Государственный Русский музей, Санкт-Петербург, Россия 
2023 — Системы мимикрии, Музей AZ, Москва, Россия
2021 — Поколение тридцатилетних в современном русском искусстве,  Государственный Русский музей, Мраморный дворец, Санкт-Петербург, Россия 
2020 — За тучами фьюче, ДК Громов, Санкт-Петербург, Россия
2019 — Жизнь после жизни, Центральный выставочный зал «Манеж», Санкт-Петербург, Россия 
2018 — Имя рек, Музей современного искусства PERMM, Пермь, Россия
2018 — «Collectors Lounge 1. Future», Галерея Anna Nova, Санкт-Петербург, Россия
2018 — Кронштадтские истории – 3. Замедленность», Музей Печати, Санкт-Петербург, Россия
2018 — Невозможное неизбежно, Еврейский музей и Центр толерантности, Москва, Россия 
2018 — Любить I Творить, ДК Громов, Санкт-Петербург, Россия
2018 — В поисках портрета, ДК Громов, Санкт-Петербург, Россия
2018 — FAMILY, Творческое пространство «0+», Санкт-Петербург, Россия
2017 — Art is (not) lonely, Mu.Zee, Остенде, Бельгия
2017 — ARCAM. The Essence, LAMO, Лех, Индия
2017 — Истории настоящего, Воронежский центр современного искусства, Воронеж, Россия
2017 — Мне время тлеть тебе цвести 3, Галерея Марины Гисич, Санкт-Петербург, Россия 
2017 — Мне время тлеть тебе цвести 2, Kunst House, Тарту, Эстония
2017 — Мне время тлеть тебе цвести 1, Voronja Gallery, Варнья, Эстония
2017 — Фракталы и структуры, Галерея «КультПроект», Москва, Россия
2017 — 3x3, Галерея Беляево, Москва, Россия 
2017 — Внутренний Манифест, Галерея «ГРАУНД Ходынка», Москва, Россия
2017 — ВЗЛЕТ, ВДНХ, Москва, Россия
2017 — Фантастика в быту, Музей современного искусства Эрарта, Санкт-Петербург, Россия 
2016 — Теория волн. Производство зрителя, Государственная Третьяковская галерея, Москва, Россия
2016 — Прототипы # 2, Центр современного искусства им. Сергея Курёхина, Санкт-Петербург,
2016 — Простые названия, избранные синонимы, V Московская международная биеннале молодого искусства, Москва, Россия
2015 — Малые формы, Галерея Anna Nova, Санкт-Петербург, Россия
2015 — Надо возделывать наш сад, Галерея Anna Nova, Санкт-Петербург, Россия
2015 — Интертекст, Музей современного искусства Эрарта, Санкт-Петербург, Россия 
2015 — Спецпроект 6-й Московской Биеннале Современного Искусства «Паноптикум», Москва 
2014 — RuArts (в рамках IV Молодежной биеннале), Москва, Россия
2014 — Лагерь беженцев, Арт-проект «Salon», параллельная программа биеннале Манифеста 10, Санкт-Петербург, Россия 
2013 — Art Space Event, Центр дизайна ArtPlay, Москва, Россия
2012 — Социальные сети, Музей современного искусства Эрарта, Санкт-Петербург, Россия
2012 — Past, Present & Future, Erarta Gallery, Лондон, Великобритания
2011 — Peter and Wolf, Erarta Gallery, Лондон, Великобритания
2011 — Осеннее обострение, Центральный выставочный зал «Манеж» (малый зал), Санкт-Петербург, Россия
2011 — Стабильность, Музей современного искусства Эрарта, Санкт-Петербург, Россия 
2010 — 21 грамм, Арт- холл Poligraf, Санкт-Петербург, Россия
2010 — Манипуляция, Галерея «КУХНЯ», Санкт-Петербург, Россия
2010 — Чёрное золото, Галерея «КУХНЯ», Санкт-Петербург, Россия
2009 — Детство нашими глазами, MARKOV Gallery, Санкт-Петербург, Россия
2008 — Мужские и женские ноги в искусстве 21 века, Галерея замка Шато-Де-Рео, Франция
2006 — Новые имена, Музей нонконформистского искусства, Санкт-Петербург, Россия

## Ярмарки
2024 — |catalog|, Москва, Россия
2023 — COSMOSCOW, Москва, Россия 
2019 — DA!MOSCOW Art Fair, Москва, Россия
2018 — COSMOSCOW, Москва, Россия
2017 — 7-я независимая ярмарка современного искусства, Санкт-Петербург, Россия
2015 — OSTRALE, Дрезден, Германия
2014 — Vienna Fair, Вена, Австрия 
2013 — Contemporary Istanbul, Стамбул, Турция
2013 — Volta 9, Базель, Швейцария

## Премии
2018 — Номинант на премию им. Сергея Курехина 
2016 — Номинант на премию им. Сергея Курехина 